# Седьмой этап Кубка мира по конькобежному спорту 2012/2013
Седьмой этап Кубка мира по конькобежному спорту в сезоне 2012/2013 прошел с 9 по 10 февраля 2013 года в Инцелле, Германия. Забеги прошли на средних и длинных дистанциях, а также в масс-старте.

## Медалисты

### Мужчины
| Дистанция  | Золото                       | Время      | Серебро                  | Время   | Бронза                         | Время    |
| 1500 м     | Денис Юсков · Россия         | 1.46,07    | Збигнев Брудка · Польша  | 1.46,09 | Брайан Хансен · США            | 1.46,14  |
| 5000 м     | Свен Крамер · Нидерланды     | 6.11,79 РК | Боб де Йонг · Нидерланды | 6.14,08 | Йоррит Бергсма · Нидерланды    | 6.14,55  |
| Масс-старт | Арьян Струтинга · Нидерланды | 38 очков   | Харальдс Силовс · Латвия | 23 очка | Кристин Гроневелд · Нидерланды | 15 очков |

### Женщины
| Дистанция  | Золото                       | Время   | Серебро                          | Время    | Бронза                       | Время    |
| 1500 м     | Ирен Вюст · Нидерланды       | 1.55,95 | Диане Валкенбюрг · Нидерланды    | 1.56,42  | Екатерина Шихова · Россия    | 1.57,07  |
| 3000 м     | Ирен Вюст · Нидерланды       | 4.02,23 | Диане Валкенбюрг · Нидерланды    | 4.05,31  | Мартина Сабликова · Чехия    | 4.05,41  |
| Масс-старт | Ким Борым · Республика Корея | 31 очко | Франческа Лоллобриджида · Италия | 19 очков | Мариска Хёйсман · Нидерланды | 14 очков |